# 元曆
元曆（1184年5月27日－1185年9月9日）是日本的年號之一，指的是治承之後、文治之前。這個時代的天皇是後鳥羽天皇，由後白河法皇實施院政。武家首領是前任右兵衛權佐源賴朝。
這個年號使用的時代發生源平合戰，元历为源氏年号，平氏方面則是繼續使用壽永年號。

## 改元
- 治承八年（或壽永三年）四月十六日（1184年5月27日） 改元元曆。
- 元曆二年八月十四日（西元1185年9月9日） 改元文治。

## 出處
「尚書考靈耀」：「天地開闢，元曆紀名，月首甲子冬至，日月若懸璧，五星若編珠」。

## 大事記
- 元曆二年：壇之浦之戰爆發：平氏滅亡。

## 紀年和曆對照表
表格中各月的干支即為各月的第1日，「大」表示該月有30日，「小」表示該月有29日，「閏月」表格中的漢文數字表示該年為閏某月，各月初一底下的數字表示對應的西曆日期。
| 西曆   | 干支 | 紀年     | 正月   | 二月   | 三月   | 四月   | 五月   | 六月   | 七月   | 八月   | 九月   | 十月   | 十一月 | 十二月   | 閏月 |
| ------ | ---- | -------- | ------ | ------ | ------ | ------ | ------ | ------ | ------ | ------ | ------ | ------ | ------ | -------- | ---- |
| 1184年 | 甲辰 | 元曆元年 |        |        |        | 己未小 | 戊子大 | 戊午小 | 丁亥大 | 丁巳大 | 丁亥小 | 丙辰大 | 丙戌大 | 丙辰小   |      |
| 1184年 | 甲辰 | 元曆元年 |        |        |        | 5/12   | 6/10   | 7/10   | 8/8    | 9/7    | 10/7   | 11/5   | 12/5   | 1185/1/4 |      |
| 1185年 | 乙巳 | 元曆二年 | 乙酉大 | 乙卯小 | 甲申大 | 甲寅小 | 癸未小 | 壬子大 | 壬午小 | 辛亥大 |        |        |        |          |      |
| 1185年 | 乙巳 | 元曆二年 | 2/2    | 3/4    | 4/2    | 5/2    | 5/31   | 6/29   | 7/29   | 8/27   |        |        |        |          |      |

| 元曆       | 元年     | 二年     |
| ---------- | -------- | -------- |
| 平氏之年號 | 壽永三年 | 壽永四年 |

## 同期存在的其他政權之紀年
- 日本
  - 壽永（1182年－1185年）：安德天皇與平氏之年號
- 中國
  - 淳熙（1174年－1189年）：宋—宋孝宗趙昚之年號
  - 嘉會（1181年－1184年）：大理—段智興之年號
  - 元亨（1185年－1195年）：大理—段智興之年號
  - 天喜（1178年－1211年）：西遼—末主耶律直魯古之年號
  - 大定（1161年－1189年）：金—金世宗完顏雍之年號
  - 乾祐（1170年－1193年）：西夏—夏仁宗李仁孝之年號
- 越南
  - 貞符（1176年－1186年）：李朝—李龍翰之年號